# Бельков, Алексей Харитонович
Алексей Харитонович Бельков (род. 17 (30) марта 1917, Бажей, Черемховский уезд, Иркутская губерния, Российская империя — 9 декабря 1999, Тальники, Черемховский район, Иркутская область, Россия) — командир орудийного расчета 1336-го стрелкового полка 319-й стрелковой дивизии 43-й армии 3-го Белорусского фронта, сержант.

## Биография
Родился 30 марта 1917 года в селе Бажей Черемховского района Иркутской области. Член ВКП/КПСС с 1944 года. Работал в Вознесенском леспромхозе Черемховского района.
В Красной Армии с 1939 года. Участник Великой Отечественной войны с февраля 1942 года. Сражался на 2-м Прибалтийском и 3-м Белорусском фронтах. Принимал участие в освобождении Прибалтики, в боях на территории Восточной Пруссии.
Наводчик 45-миллиметрового орудия 1336-го стрелкового полка младший сержант Алексей Бельков 10 августа 1944 года вместе с расчетом переправил орудие на левый берег реки Айвиексте (Латвия) и прямой наводкой отразил семь контратак противника. За мужество и отвагу, проявленные в боях, младший сержант Бельков Алексей Харитонович 17 сентября 1944 года награждён орденом Славы 3-й степени.
24 января 1945 года в бою за город Лабиау (Восточная Пруссия) командир орудийного расчета сержант Алексей Бельков вместе с бойцами подбил танк и истребил свыше десяти вражеских солдат и офицеров. За мужество и отвагу, проявленные в боях, сержант Бельков Алексей Харитонович 27 февраля 1945 года награждён орденом Славы 2-й степени.
Командир орудийного расчета 1336-го стрелкового полка сержант Алексей Бельков 8 апреля 1945 года при штурме форта Маринберг под сильным артиллерийско-миномётным и пулемётным огнём противника выкатил орудие на открытую огневую позицию. Прямой наводкой расчет поразил три пулемётные точки, чем обеспечил нашей пехоте успех при штурме форта.
Указом Президиума Верховного Совета СССР от 29 июня 1945 года за образцовое выполнение заданий командования в боях с немецко-вражескими захватчиками сержант Бельков Алексей Харитонович награждён орденом Славы 1-й степени, став полным кавалером ордена Славы.
В 1946 году А. Х. Бельков демобилизован из Вооруженных Сил СССР. Жил в селе Тальники Черемховского района Иркутской области.

## Память
Имя полного кавалера ордена Славы А. Х. Белькова носит школа в селе Тальники.

## Награды
Награждён орденом Отечественной войны 1-й степени, орденами Славы 1-й, 2-й и 3-й степени, медалями.